# Головинцы (Гомельский район)

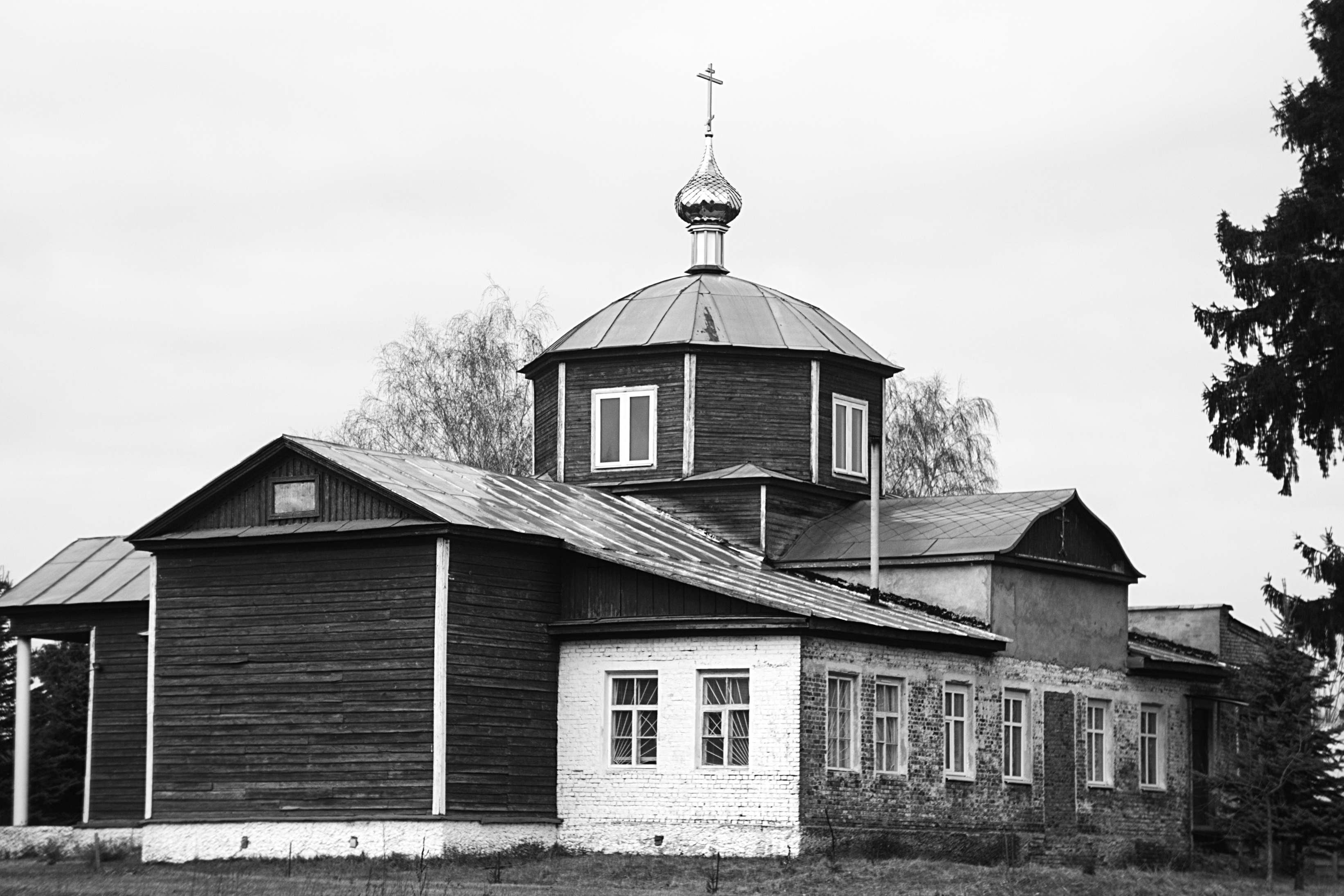

Головинцы (бел. Галаві́нцы) — деревня в Улуковском сельсовете Гомельского района Гомельской области Республики Беларусь.

## География

### Расположение
В 6 км на восток от Гомеля.

### Гидрография
На реке Ипуть (приток реки Сож).

## Транспортная сеть
На автодороге Добруш — Гомель. Планировка состоит из дугообразной улицы, южная часть которой имеет почти меридиональную, а северная — широтную ориентацию. На юге и севере её пересекают короткие улицы. Застройка двусторонняя, деревянная, усадебного типа.
Недалеко от деревни находится железнодорожная станция Ларищево.

## Транспортная система
Сейчас следуют автобусные маршруты № 4 и 4а а также маршрутные такси № 4 и 4а через Новый Двор.

## История
По письменным источникам известна с XVI века как усадьба в Гомельском старостве Речицкого повета Минского воеводства Великого княжества Литовского. В 1640-х годах согласно инвентарю Гомельского староства село, 4 дыма, 2 службы. Согласно привилея короля Августа III от 5 ноября 1762 года во владении Фащей.
После 1-го раздела Речи Посполитой (1772 год) в составе Российской империи. В 1841 году построена деревянная церковь. С 1866 года работала круподробилка. В 1885 году действовали церковно-приходская школа, 3 ветряные мельницы. Со второй половины XIX века действовало народное училище (в 1889 году 74, в 1905 году — 106 учеников), работал хлебозапасный магазин. Согласно переписи 1897 года в Гомельской волости Гомельского уезда Могилёвской губернии. В 1909 году 1218 десятин земли и 36 десятин земли принадлежали церкви.
В августе 1941 года, во время наступления немцев на Добруш, около деревни партизаны совместно с частями Красной Армии нанесли оккупантам большие потери. С 1926 года действовал почтовый пункт. С 8 декабря 1926 года по 30 декабря 1927 года центр Головинского сельсовета Гомельского района Гомельского округа. В 1931 году организован колхоз. Во время Великой Отечественной войны в сентябре 1943 года немецкие оккупанты сожгли 50 дворов и убили 100 жителей. 
В 1962 году к деревне присоединена деревня Новый Двор. 
В составе совхоза «Берёзки» (центр — деревня Берёзки). Размещаются средняя школа, библиотека, фельдшерско-акушерский пункт, столовая, 2 магазина.

## Население

### Численность
- 2004 год — 334 хозяйства, 865 жителей

### Динамика
- 1773 год — 18 дворов
- 1885 год — 105 дворов, 410 жителей
- 1897 год — 143 двора, 930 жителей (согласно переписи)
- 1909 год — 184 хозяйства, 1044 жителя
- 1940 год — 244 двора
- 1959 год — 600 жителей (согласно переписи)
- 2004 год — 334 хозяйства, 865 жителей

## Культура
- Музей ГУО "Головинская средняя школа"

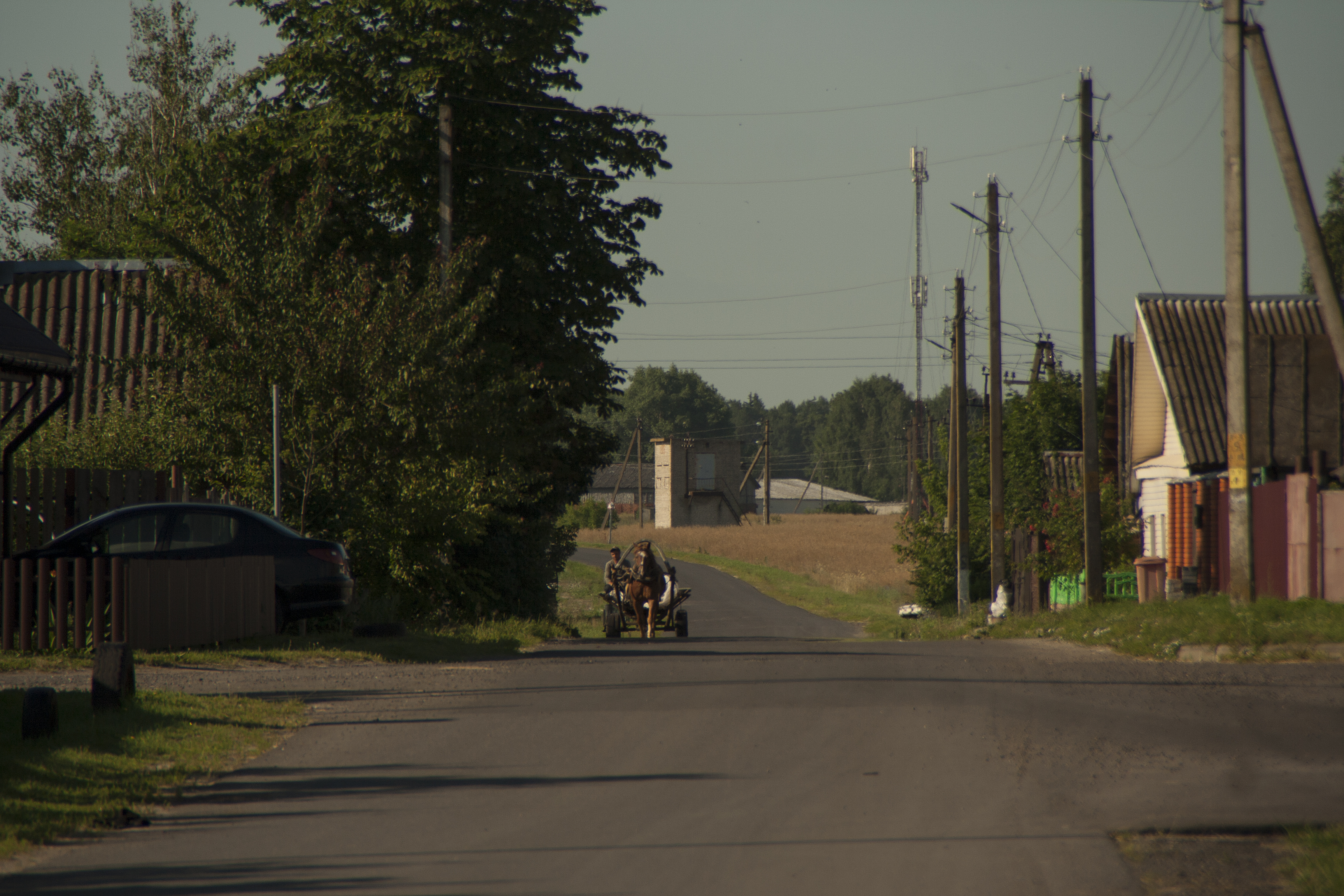

## Достопримечательность
- Церковь Покрова Пресвятой Богородицы

## Известные лица
- Козлова Мария Васильевна — Герой Социалистического Труда.
- Гуцев, Андрей Федорович — белорусский писатель, переводчик.